# Jean Nayrou
Pour les articles homonymes, voir Nayrou.
Jean Nayrou est un homme politique français né le 3 décembre 1914 à Esplas-de-Sérou (Ariège) et décédé le 6 février 1983 à Foix (Ariège).

## Biographie
Instituteur, il milite dès 1932 à la SFIO et devient, en 1939, secrétaire général du syndicat des instituteurs. Après guerre, il devient exploitant agricole. En 1954, il est secrétaire fédéral de la SFIO dans l'Ariège.
En 1945, il devient conseiller général du canton de Vicdessos. De 1953 à 1965, il est maire de Suc-et-Sentenac. En 1965, il devient adjoint au maire de Foix, puis de 1971 à 1983, maire de la Bastide-de-Sérou. Il est sénateur socialiste de l'Ariège de 1955 à 1980.
Il présida la Fédération française d'économie montagnarde et participa au mouvement félibréen, devenant majoral en 1976.
Son fils Henri Nayrou, né en 1944, suivra également une carrière politique en Ariège.